# 7094 Ґодезан
7094 Ґодезан (7094 Godaisan) — астероїд головного поясу, відкритий 4 вересня 1992 року.
Тіссеранів параметр щодо Юпітера — 3,292.